# Portmore
Portmore ist eine Küstenstadt im Süden Jamaikas und die drittgrößte Stadt der Insel. Obwohl eigenständig, wird Portmore häufig als Vorstadt der wenige Kilometer entfernten Hauptstadt Kingston angesehen.
Nach 1655 ließen sich Engländer in der zuvor von den Spaniern nicht besiedelten Gegend nieder. Im späten 17. Jahrhundert lebten etwa 2000 Europäer, 2000 Sklaven und rund 400 Soldaten in der Stadt. Bis 1900 konnte die Gemeinde kaum wachsen.
In den späten 1960er Jahren baute die West Indies Home Contractors (WIHCON) systematisch Tausende von Wohnhäusern und gab der Stadt so ihr heutiges Aussehen. Damit wollte man der Überbevölkerung in Kingston entgegenwirken. Viele Arbeiter fahren jeden Morgen von Portmore über die Causway Bridge in die Hauptstadt.
Erst 1997 erhielt Portmore Stadtrecht. 2001 wurde ein weiteres großes Bauprojekt begonnen. Greater Portmore soll das Projekt aus den 1960er Jahren ergänzen und weitere 16.000 Wohnhäuser zur Verfügung stellen.
In der Stadt gibt es die einzige Pferderennbahn Jamaikas.

## Sport
Naggo Head FC ist ein Fußballverein aus Portmore.

## Töchter und Söhne der Stadt
- David Weller (* 1957), Bahnradsportler
- Vybz Kartel (Addijaheim) (* 1976), Dancehall Artist
- Popcaan (* 1988), Dancehall Artist
- Shantol Jackson (* 1992), Schauspielerin
- Jordan Scott (* 1997), Dreispringer
- Adrienne Adams (* 2000), Diskuswerferin
- Jody Brown (* 2002), Fußballspielerin
- Niesha Burgher (* 2002), Sprinterin